# Hapoel Ra'anana AFC
El Hapoel Ra'anana Association Football Club (en hebreo: עמותת הפועל רעננה מחלקת כדורגל, Amutat Hapoel Ra'anana Mahleket Kaduregel) es un equipo de fútbol de Israel que juega en la Ligat Leumit, la segunda liga de fútbol más importante del país.

## Historia
Fue fundado en el año 1972 en la ciudad de Ra'anana, aunque sus orígenes van por la década de los años 1950.
A mediados de la década de los años 1990 jugaban en la Liga Gimel, la liga más débil del país, la cual ganaron en 1997, al año siguiente ganaron la Liga Alef, y al año siguiente ganaron la Liga Arzit para jugar en la Liga Leumit.
Su primera temporada en la Ligat ha'Al fue en 2008/09, aunque no pudieron jugar en su estadio por no cumplir con los requerimientos de la Liga Premier y descendieron ese mismo año. Retornaron a la Ligat ha'Al para la temporada 2013/14.

## Palmarés
- Liga Artzit: 1

2000-01
- Liga Alef Norte: 1

1998–99
- Liga Bet Sur A: 1

1997-98
- Liga Gimel Sharon: 1

1996-97

## Jugadores

### Jugadores destacados
- Massimiliano Cavicchioli